# Stefan Leletko
Stefan Leletko (ur. 2 września 1953 w Świdnicy, zm. 5 października 2012 w Opolu) – polski sztangista, dwukrotny medalista mistrzostw świata i czterokrotny medalista mistrzostw Europy.

## Kariera
Zawodnik występujący w wadze muszej (52 kg). Największy sukces w karierze osiągnął w 1982 roku, kiedy podczas mistrzostw świata w Lublanie zdobył złoty medal. Z wynikiem 250 kg (107,5 kg + 142,5 kg) wyprzedził tam Bułgara Jenię Sarandaliewa i kolejnego Polaka, Jacka Gutowskiego. Rok później, na mistrzostwach świata w Moskwie, Leletko wywalczył brązowy medal.
Zdobył także cztery medale mistrzostw Europy: złoty na ME w Lublanie (1982), srebrne na ME w Warnie (1979) i ME w Belgradzie (1980) oraz brązowy podczas ME w Moskwie (1983).
W 1976 roku wystartował na igrzyskach olimpijskich w Montrealu, gdzie zajął 6. miejsce z wynikiem 220 kg. Na rozgrywanych cztery lata później igrzyskach w Moskwie był piąty, uzyskując w dwuboju 240 kg.
W 1982 roku ustanowił też rekord świata w podrzucie – 143,5 kg.